# Список послов СССР и России в Саудовской Аравии
В статье представлен список послов СССР и России в Саудовской Аравии (с 1932 года, до этого в 1924—1926 гг. — Королевстве Хиджаз, 1926—1932 гг. — Королевстве Хиджаз, Неджд и присоединённых областей).

## Хронология дипломатических отношений
- Август 1924 года — открыты дипломатическое агентство и генеральное консульство СССР в Джидде (Королевство Хиджаз).
- 16—19 февраля 1926 года — установлены дипломатические отношения на уровне миссий между СССР и Королевством Хиджаз, Неджд и присоединённых областей.
- 1 января 1930 года — генеральное консульство СССР в Джидде преобразовано в миссию.
- 11 сентября 1938 года — миссия отозвана.
- 17 сентября 1990 года — возобновлены дипломатические отношения на уровне посольств.
- Май 1991 года — открыто посольство СССР в Эр-Рияде.

## Список послов
| Срок полномочий                    | Посол                       | Годы жизни | Вручение верительных грамот | Комментарии                                                               |
| ---------------------------------- | --------------------------- | ---------- | --------------------------- | ------------------------------------------------------------------------- |
| СССР                               |                             |            |                             |                                                                           |
| 24 апреля 1924 — июль 1928         | Карим Абдурауфович Хакимов  | 1892—1938  |                             | Дипломатический представитель (до февраля 1926), затем генеральный консул |
| Июль 1928 — 7 декабря 1935         | Назир Тюрякулович Тюрякулов | 1893—1937  | 28 февраля 1930             | Генеральный консул до 1 января 1930, затем полномочный представитель      |
| 7 декабря 1935 — 6 сентября 1937   | Карим Абдурауфович Хакимов  | 1892—1938  | 25 марта 1936               | Полномочный представитель                                                 |
| 18 октября 1990 — 25 декабря 1991  | Геннадий Павлович Тарасов   | 1947—      |                             |                                                                           |
| Российская Федерация               |                             |            |                             |                                                                           |
| 25 декабря 1991 — 6 сентября 1996  | Геннадий Павлович Тарасов   | 1947—      |                             |                                                                           |
| 6 сентября 1996 — 17 октября 2000  | Игорь Александрович Мелихов | 1944—      |                             |                                                                           |
| 17 октября 2000 — 22 сентября 2005 | Андрей Глебович Бакланов    | 1947—      |                             |                                                                           |
| 22 сентября 2005 — 8 февраля 2010  | Виктор Сергеевич Кудрявцев  | 1945—      |                             |                                                                           |
| 8 февраля 2010 — 20 февраля 2017   | Олег Борисович Озеров       | 1958—      |                             |                                                                           |
| 20 февраля 2017 — настоящее время  | Сергей Георгиевич Козлов    | 1955—      | 16 апреля 2017              |                                                                           |